# Turquia no Festival Eurovisão da Canção
A Turquia participou no Festival Eurovisão da Canção, até ao momento, 34 vezes, estreando-se em 1975 e estando ausente em 1976, 1977, 1979, 1994, e desde 2013. Venceu em 2003 e, portanto, sediou o Eurovisão do ano seguinte (2004)

## Galeria

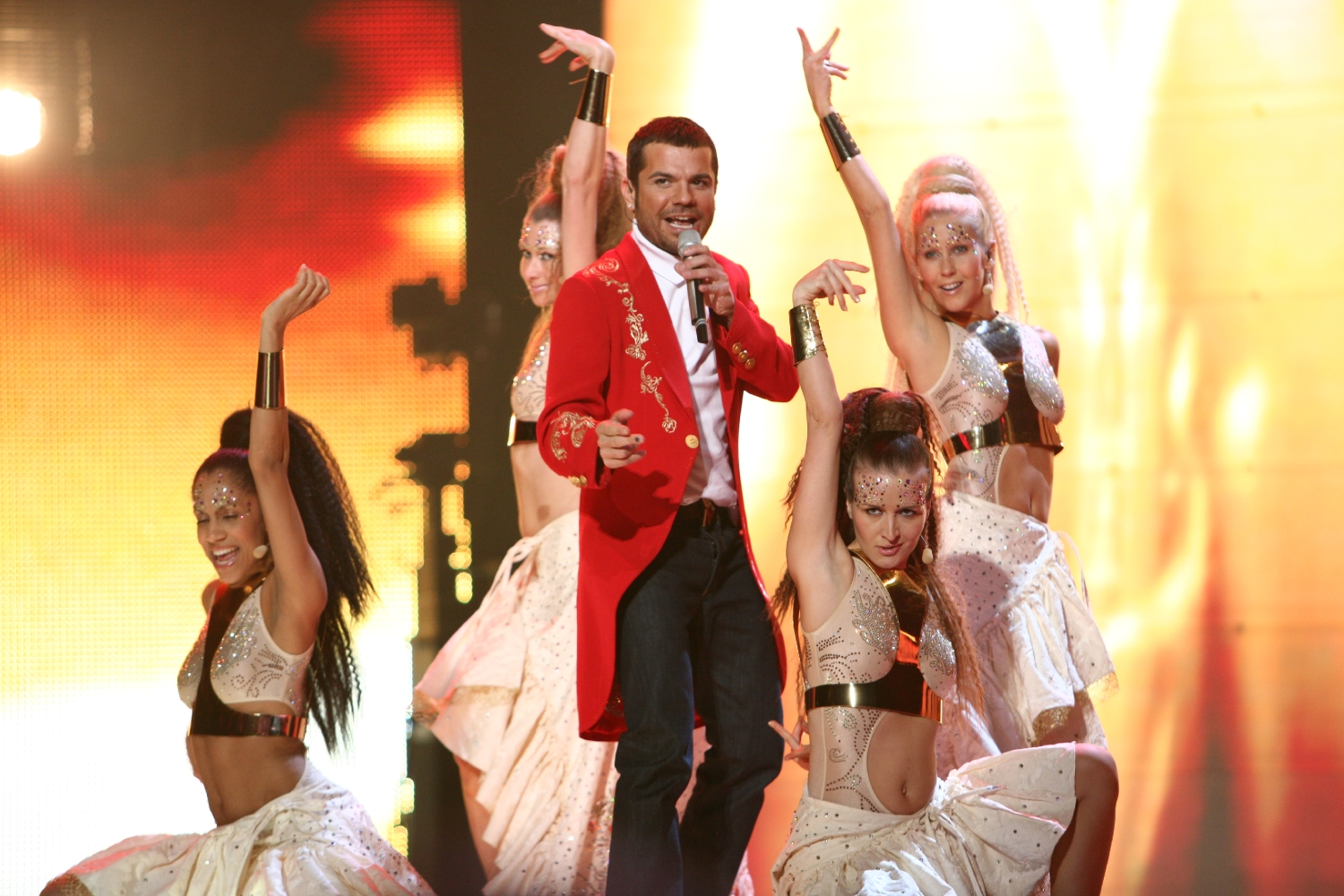
Kenan Doğulu em Helsínquia (2007)
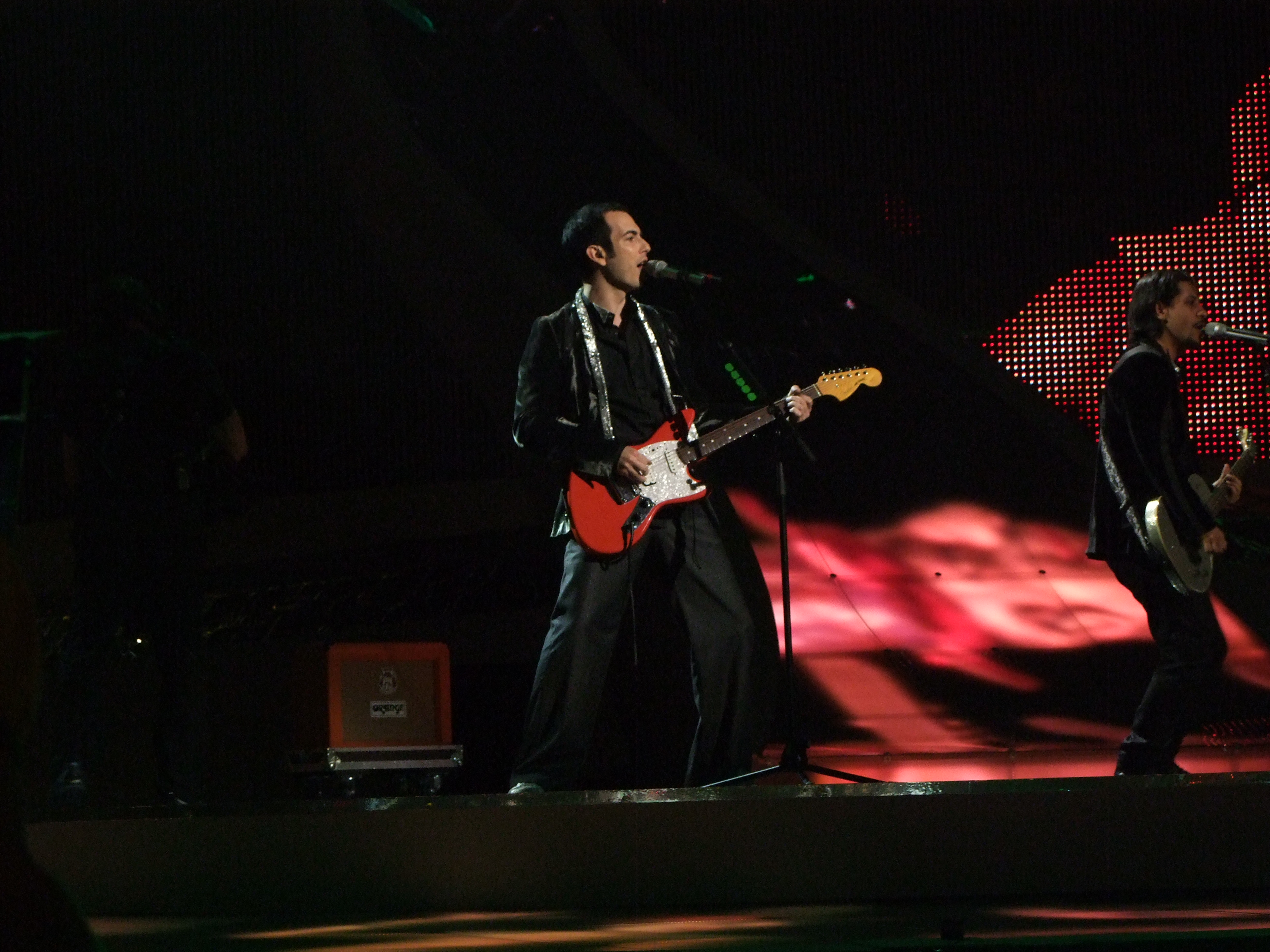
Mor ve Ötesi em Belgrado (2008)
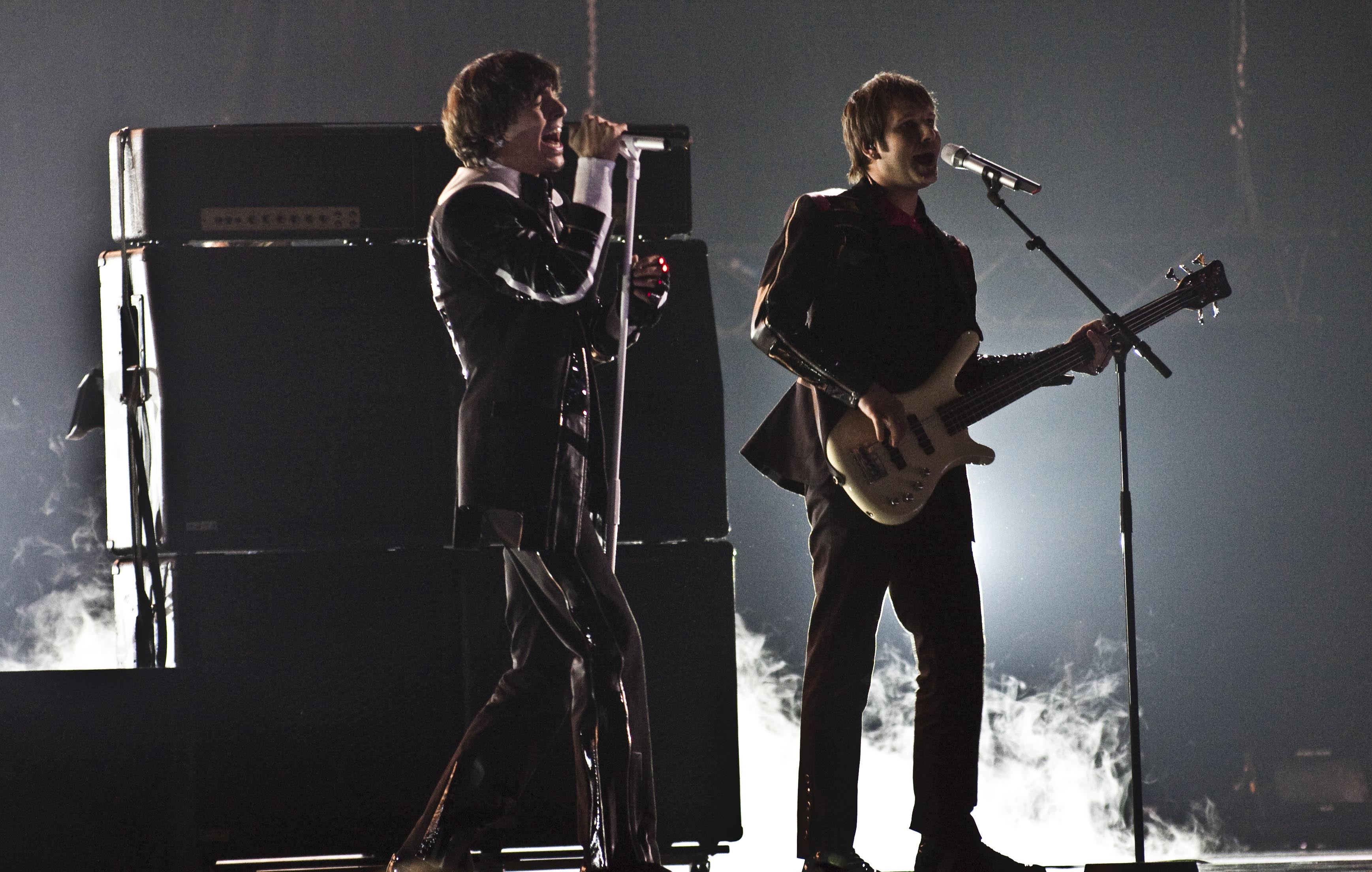
maNga em Oslo (2010)

## Participações
Legenda
     Vencedor
     2.º lugar
     3.º lugar
     Pontuação Nula ("Null Points")/Último Lugar
     Melhor classificação (fora do top 3)
     Qualificação para a final (fora do top 3)
     País-anfitrião
     Desclassificado
| 1º                               | Estocolmo 1975  | Semiha Yankı                               | "Seninle Bir Dakika" Um minuto contigo                       | Turco          | 19º               | 3                 | Sem Semi-Finais             | Sem Semi-Finais             |
| Não participou entre 1976 e 1977 |                 |                                            |                                                              |                |                   |                   |                             |                             |
| 2º                               | Paris 1978      | Nilüfer e Nazar                            | "Sevince" Quando eu amo                                      | Turco          | 18º               | 2                 | Sem Semi-Finais             | Sem Semi-Finais             |
|                                  | Jerusalém 1979  | Maria Rita Epik & 21. Peron                | "Seviyorum" Estou a amar                                     | Turco          | Desistiu          | Desistiu          | Sem Semi-Finais             | Sem Semi-Finais             |
| 3º                               | Haia 1980       | Ajda Pekkan                                | "Pet'r Oil" Petróleo                                         | Turco          | 15º               | 23                | Sem Semi-Finais             | Sem Semi-Finais             |
| 4º                               | Dublin 1981     | Modern Folk Trio & Ayseg                   | "Dönme Dolap" O carrosel                                     | Turco          | 18º               | 9                 | Sem Semi-Finais             | Sem Semi-Finais             |
| 5º                               | Harrogate 1982  | Neco                                       | "Hani?" Onde?                                                | Turco          | 15º               | 20                | Sem Semi-Finais             | Sem Semi-Finais             |
| 6º                               | Munique 1983    | Çetin Alp & the Short Waves                | "Opera"                                                      | Turco          | 19º               | 0                 | Sem Semi-Finais             | Sem Semi-Finais             |
| 7º                               | Luxemburgo 1984 | Beş Yıl Önce On Yıl Sonra                  | "Halay"                                                      | Turco          | 12º               | 37                | Sem Semi-Finais             | Sem Semi-Finais             |
| 8º                               | Gotemburgo 1985 | MFÖ                                        | "Didai didai dai" Estou apaixonado (didai didai dai)         | Turco          | 14º               | 36                | Sem Semi-Finais             | Sem Semi-Finais             |
| 9º                               | Bergen 1986     | Klips ve Onlar                             | "Halley"                                                     | Turco          | 9º                | 53                | Sem Semi-Finais             | Sem Semi-Finais             |
| 10º                              | Bruxelas 1987   | Seyyal Taner & Lokomotif                   | "Şarkım Sevgi Üstüne" A minha canção é sobre o amor          | Turco          | 22º               | 0                 | Sem Semi-Finais             | Sem Semi-Finais             |
| 11º                              | Dublin 1988     | MFÖ                                        | "Sufi"                                                       | Turco          | 15º               | 37                | Sem Semi-Finais             | Sem Semi-Finais             |
| 12º                              | Lausanne 1989   | Pan                                        | "Bana bana" Para mim, para mim                               | Turco          | 21º               | 5                 | Sem Semi-Finais             | Sem Semi-Finais             |
| 13º                              | Zagreb 1990     | Kayahan                                    | "Gözlerinin Hapsindeyim" Estou encarcerado nos teus olhos    | Turco          | 17º               | 21                | Sem Semi-Finais             | Sem Semi-Finais             |
| 14º                              | Roma 1991       | İzel Çeliköz, Reyhan Karaca & Can Uğurluer | "İki Dakika" Dois minutos                                    | Turco          | 12º               | 44                | Sem Semi-Finais             | Sem Semi-Finais             |
| 15º                              | Malmö 1992      | Aylin Vatankoş                             | "Yaz bitti" O verão acabou                                   | Turco          | 19º               | 17                | Sem Semi-Finais             | Sem Semi-Finais             |
| 16º                              | Millstreet 1993 | Burak Aydos                                | "Esmer yarim" Minha querida morena                           | Turco          | 21º               | 10                | Kvalifikacija za Millstreet | Kvalifikacija za Millstreet |
|                                  | Dublin 1994     | Não participou                             | Não participou                                               | Não participou | Não participou    | Não participou    | Sem Semi-Finais             | Sem Semi-Finais             |
| 17º                              | Dublin 1995     | Arzu Ece                                   | "Sev" Amor                                                   | Turco          | 16º               | 21                | Sem Semi-Finais             | Sem Semi-Finais             |
| 18º                              | Oslo 1996       | Şebnem Paker                               | "Beşinci mevsim" A quinta estação                            | Turco          | 12º               | 57                | 7º                          | 69                          |
| 19º                              | Dublin 1997     | Şebnem Paker & Grup Etnic                  | "Dinle" Escuta                                               | Turco          | 3º                | 121               | Sem Semi-Finais             | Sem Semi-Finais             |
| 20º                              | Birmingham 1998 | Tüzmen                                     | "Unutamazsın" Não podes esquecer                             | Turco          | 14º               | 25                | Sem Semi-Finais             | Sem Semi-Finais             |
| 21º                              | Jerusalém 1999  | Tuğba Önal & Grup Mistik                   | "Dön artık" Volta                                            | Turco          | 16º               | 21                | Sem Semi-Finais             | Sem Semi-Finais             |
| 22º                              | Estocolmo 2000  | Pınar Ayhan & The SOS                      | "Yorgunum Anla" Compreende que estou cansada                 | Turco & Inglês | 10º               | 59                | Sem Semi-Finais             | Sem Semi-Finais             |
| 23º                              | Copenhaga 2001  | Sedat Yüce                                 | "Sevgiliye Son" O fim do romance                             | Turco & Inglês | 11º               | 41                | Sem Semi-Finais             | Sem Semi-Finais             |
| 24º                              | Tallinn 2002    | Buket Bengisu & Group Sapphire             | "Leylaklar soldu kalbinde" Lilás desabrochado no teu coração | Turco & Inglês | 16º               | 29                | Sem Semi-Finais             | Sem Semi-Finais             |
| 25º                              | Riga 2003       | Sertab Erener                              | "Everyway That I Can" De todas as maneiras que eu possa      | Inglês         | 1º                | 167               | Sem Semi-Finais             | Sem Semi-Finais             |
| 26º                              | Istambul 2004   | Athena                                     | "For Real" De verdade                                        | Inglês         | 4º                | 195               | País Anfitrião              | País Anfitrião              |
| 27º                              | Kiev 2005       | Gülseren                                   | "Rimi Rimi Ley" O amor há de encontrar uma maneira           | Turco          | 13º               | 92                | Top 12 no ano anterior      | Top 12 no ano anterior      |
| 28º                              | Atenas 2006     | Sibel Tüzün                                | "Süper Star" Super Estrela                                   | Turco & Inglês | 11º               | 91                | 8º                          | 91                          |
| 29º                              | Helsínquia 2007 | Kenan Doğulu                               | "Shake it up Şekerim" Abana-o querida                        | Inglês         | 4º                | 163               | 3º                          | 197                         |
| 30º                              | Belgrado 2008   | Mor Ve Ötesi                               | "Deli" Doente                                                | Turco          | 7º                | 138               | 7º                          | 85                          |
| 31º                              | Moscovo 2009    | Hadise                                     | "Düm Tek Tek"                                                | Inglês         | 4º                | 177               | 2º                          | 172                         |
| 32º                              | Oslo 2010       | maNga                                      | "We Could Be The Same" Nós podemos ser os mesmos             | Inglês         | 2º                | 170               | 1º                          | 118                         |
| 33º                              | Düsseldorf 2011 | Yüksek Sadakat                             | "Live It Up" Vive Isto                                       | Inglês         | Não se qualificou | Não se qualificou | 13º                         | 47                          |
| 34º                              | Baku 2012       | Can Bonomo                                 | "Love Me Back" Ama-me de novo                                | Inglês         | 7º                | 112               | 5º                          | 80                          |
| Não participa desde 2013         |                 |                                            |                                                              |                |                   |                   |                             |                             |

| Ano             | Artista        | Canção                 | Final             | Final             | Final             | Final             | Final             | Final             | Semi            | Semi            | Semi            | Semi            | Semi | Semi   |
| Ano             | Artista        | Canção                 | Tlv.              | Pontos            | Júri              | Pontos            | Cl.               | Pontos            | Tlv.            | Pontos          | Júri            | Pontos          | Cl.  | Pontos |
| --------------- | -------------- | ---------------------- | ----------------- | ----------------- | ----------------- | ----------------- | ----------------- | ----------------- | --------------- | --------------- | --------------- | --------------- | ---- | ------ |
| Moscovo 2009    | Hadise         | "Düm Tek Tek"          | 3º                | 203               | 7º                | 114               | 4º                | 177               | Apenas televoto | Apenas televoto | Apenas televoto | Apenas televoto | 2º   | 172    |
| Oslo 2010       | maNga          | "We Could Be The Same" | 2º                | 177               | 8º                | 119               | 2º                | 170               | 2º              | 119             | 2º              | 93              | 1º   | 118    |
| Düsseldorf 2011 | Yüksek Sadakat | "Live It Up"           | Não se qualificou | Não se qualificou | Não se qualificou | Não se qualificou | Não se qualificou | Não se qualificou | 10º             | 54              | 12º             | 58              | 13º  | 47     |
| Baku 2012       | Can Bonomo     | "Love Me Back"         | 4º                | 176               | 22º               | 50                | 7º                | 112               | 4º              | 114             | 13º             | 42              | 5º   | 80     |

## Apresentadores
| Ano  | Local    | Local             | Apresentador(es)            |
| ---- | -------- | ----------------- | --------------------------- |
| 2004 | Instabul | Abdi İpekçi Arena | Korhan Abay e Meltem Cumbul |

## Comentadores e porta-vozes
| Ano(s)    | Comentador televisivo          | Porta-voz           |
| --------- | ------------------------------ | ------------------- |
| 1973      | Bülend Özveren                 | Não participou      |
| 1974      | Bülend Özveren                 | Não participou      |
| 1975      | Bülend Özveren                 | Bülent Osma         |
| 1976      | Bülend Özveren                 | Não participou      |
| 1977      | Bülend Özveren                 | Não participou      |
| 1978      | Bülend Özveren                 | Meral Savcı         |
| 1979      | Bülend Özveren                 | Não participou      |
| 1980      | Bülend Özveren                 | Başak Doğru         |
| 1981      | Bülend Özveren                 | Başak Doğru         |
| 1982      | Ümit Tunçağ                    | Başak Doğru         |
| 1983      | Başak Doğru                    | Fatih Orbay         |
| 1984      | Başak Doğru                    | Fatih Orbay         |
| 1985      | Başak Doğru                    | Fatih Orbay         |
| 1986      | Gülgün Feyman                  | Ümit Tunçağ         |
| 1987      | Gülgün Feyman                  | Canan Kumbasar      |
| 1988      | Bülend Özveren                 | Canan Kumbasar      |
| 1989      | Bülend Özveren                 | Canan Kumbasar      |
| 1990      | Başak Doğru                    | Korhan Abay         |
| 1991      | Başak Doğru                    | Canan Kumbasar      |
| 1992      | Bülend Özveren                 | Korhan Abay         |
| 1993      | Bülend Özveren                 | Ömer Önder          |
| 1994      | Bülend Özveren                 | Não participou      |
| 1995      | Bülend Özveren                 | Ömer Önder          |
| 1996      | Bülend Özveren                 | Ömer Önder          |
| 1997      | Bülend Özveren                 | Ömer Önder          |
| 1998      | Ömer Önder                     | Osman Erkan         |
| 1999      | Gülşah Banda                   | Osman Erkan         |
| 2000      | Ömer Önder                     | Osman Erkan         |
| 2001      | Ömer Önder                     | Meltem Ersan Yazgan |
| 2002      | Bülend Özveren                 | Meltem Ersan Yazgan |
| 2003      | Bülend Özveren                 | Meltem Ersan Yazgan |
| 2004      | Didem Tolunay e Bülend Özveren | Meltem Ersan Yazgan |
| 2005      | Bülend Özveren                 | Meltem Ersan Yazgan |
| 2006      | Bülend Özveren                 | Meltem Ersan Yazgan |
| 2007      | Hakan Urgancı                  | Meltem Ersan Yazgan |
| 2008      | Bülend Özveren                 | Meltem Ersan Yazgan |
| 2009      | Bülend Özveren                 | Meltem Ersan Yazgan |
| 2010      | Bülend Özveren                 | Meltem Ersan Yazgan |
| 2011      | Bülend Özveren e Erhan Konuk   | Ömer Önder          |
| 2012      | Bülend Özveren e Erhan Konuk   | Ömer Önder          |
| 2013–2017 | Sem transmissão                | Não participou      |

## Maestros
| Ano(s) | Maestro            |
| ------ | ------------------ |
| 1975   | Timur Selçuk       |
| 1976   | Não participou     |
| 1977   | Não participou     |
| 1978   | Onno Tunç          |
| 1979   | Não participou     |
| 1980   | Atilla Özdemiroğlu |
| 1981   | Onno Tunç          |
| 1982   | Garo Mafyan        |
| 1983   | Buğra Uğur         |
| 1984   | Selçuk Başar       |
| 1985   | Garo Mafyan        |
| 1986   | Melih Kibar        |
| 1987   | Garo Mafyan        |
| 1988   | Turhan Yükseler    |
| 1989   | Timur Selçuk       |
| 1990   | Ümit Eroğlu        |
| 1991   | Turhan Yükseler    |
| 1992   | Aydın Özarı        |
| 1993   | Sem maestro        |
| 1994   | Não participou     |
| 1995   | Melih Kibar        |
| 1996   | Levent Çoker       |
| 1997   | Levent Çoker       |
| 1998   | Ümit Eroğlu        |

## Historial dos votos
| Turquia deu mais pontos a: | Turquia deu mais pontos a: | Turquia deu mais pontos a: |
| Rank                       | País                       | Pontos                     |
| -------------------------- | -------------------------- | -------------------------- |
| 1                          | Bósnia e Herzegovina       | 175                        |
| 2                          | Reino Unido                | 126                        |
| 3                          | Irlanda                    | 124                        |
| 4                          | Espanha                    | 118                        |
| 5                          | Suécia                     | 97                         |

| Turquia recebeu mais pontos de: | Turquia recebeu mais pontos de: | Turquia recebeu mais pontos de: |
| Rank                            | País                            | Pontos                          |
| ------------------------------- | ------------------------------- | ------------------------------- |
| 1                               | Alemanha                        | 208                             |
| 2                               | França                          | 190                             |
| 3                               | Países Baixos                   | 168                             |
| 4                               | Suíça                           | 154                             |
| 5                               | Reino Unido                     | 143                             |

## Prémios Marcel Bezençon
Prémio Imprensa
| Ano  | Artista       | Canção                | Resultado na final | Pontos | Anfitriã |
| ---- | ------------- | --------------------- | ------------------ | ------ | -------- |
| 2003 | Sertab Erener | "Everyway That I Can" | 1º                 | 167    | Riga     |

## Congratulations: 50 Anos do Festival Eurovisão da Canção
Legenda
     Vencedor
     2.º lugar
     3.º lugar
     Pontuação Nula ("Null Points")/Último Lugar
     Melhor classificação (fora do top 3)
     Qualificação para a final (fora do top 3)
     País-anfitrião
     Desclassificado
| Ano  | Artista(s)    | Língua | Canção                | Final             | Pontos            | Semi | Pontos | Classificação (2003) | Pontos (2003) |
| ---- | ------------- | ------ | --------------------- | ----------------- | ----------------- | ---- | ------ | -------------------- | ------------- |
| 2003 | Sertab Erener | Inglês | "Everyway That I Can" | Não se qualificou | Não se qualificou | 9º   | 104    | 1º                   | 167           |